# ファーザー・エクスプロレイションズ〜ビル・エヴァンスに捧ぐ
『ファーザー・エクスプロレイションズ〜ビル・エヴァンスに捧ぐ』（原題：Further Explorations）は、チック・コリア、エディ・ゴメス、ポール・モチアンによるトリオが2010年5月に録音し、2011年に発表したライブ・アルバム。日本で先行発売された。

## 背景
1980年に死去したピアニスト、ビル・エヴァンスに捧げられた作品である。参加メンバーのうち2人は、過去にエヴァンスのトリオに所属していたが、モチアンとゴメスは参加していた時期が異なり、両名が同じステージで共演したのは、この時のライブが初めてであった。
収録曲「ソングNo.1」はエヴァンスが生前に作った曲だが、自身による正式な録音は残されず、エヴァンスの息子エヴァン・エヴァンスが持っていたテープを元に、コリアが採譜してレパートリーに加えた。ゴメスも、この曲をエヴァンスと共に何年間もライブで演奏してきたと証言している。

## 反響・評価
アメリカでは『ビルボード』のジャズ・アルバム・チャートで6位を記録した。第55回グラミー賞では最優秀ジャズ・インストゥルメンタル・アルバム賞にノミネートされた。
リック・アンダーソンはオールミュージックにおいて5点満点中4点を付け「ジャズ史における特に偉大かつ悲劇的な人物の一人に捧げられた、美しく愛すべき作品」と評している。また、John Fordhamは『ガーディアン』紙のレビューで5点満点中4点を付け「この録音では、エヴァンスのロマンティックな繊細さだけでなく、彼のほとばしる勢いや、パートナー達と会話するかのような関係性も大切にされている」と評している。

## 収録曲
特記なき楽曲はビル・エヴァンス作。

### ディスク1
1. ペリズ・スコープ - "Peri's Scope" - 5:24
2. グロリアズ・ステップ - "Gloria's Step" (Scott LaFaro) - 6:16
3. ゼイ・セイ・ザット・フォーリング・イン・ラヴ・イズ・ワンダフル - "They Say That Falling in Love Is Wonderful" (Irving Berlin) - 7:18
4. 不思議の国のアリス - "Alice in Wonderland" (Bob Hilliard, Sammy Fain) - 8:16
5. ソングNo.1 - "Song No. 1" - 6:13
6. ダイアン - "Diane" (Ernö Rapée, Lew Pollack) - 6:20
7. オフ・ザ・カフ - "Off the Cuff" (Chick Corea, Eddie Gomez, Paul Motian) - 5:44
8. ローリー - "Laurie" - 8:56
9. ビル・エヴァンス - "Bill Evans" (C. Corea) - 8:40
10. リトル・ルーティー・トゥーティー - "Little Rootie Tootie" (Thelonious Monk) - 10:24

### ディスク2
1. ホット・ハウス - "Hot House" (Tadd Dameron) - 5:30
2. モードVI - "Mode VI" (P. Motian) - 8:13
3. アナザー・タンゴ - "Another Tango" (C. Corea) - 6:51
4. ターン・アウト・ザ・スターズ - "Turn Out the Stars" - 9:18
5. ラプソディ - "Rhapsody" (C. Corea) - 8:12
6. ヴェリー・アーリー - "Very Early" - 7:01
7. バット・ビューティフル - パート1 - "But Beautiful – Part I" (Jimmy Van Heusen, Johnny Burke) - 3:41
8. バット・ビューティフル - パート2 - "But Beautiful – Part II" (J. Van Heusen, J. Burke) - 9:12
9. プッチーニズ・ウォーク - "Puccini's Walk" (E. Gomez) - 5:23

## 参加ミュージシャン
- チック・コリア - ピアノ
- エディ・ゴメス - ベース
- ポール・モチアン - ドラムス